# Gare de Mito (Ibaraki)
La gare de Mito (水戸駅, Mito-eki) est une gare ferroviaire japonaise située dans la ville de Mito dans la préfecture d'Ibaraki. Elle est gérée par la East Japan Railway Company (JR East) et la Kashima Rinkai Tetsudo (KRT)

## Situation ferroviaire
La gare de Mito est située au point kilométrique (PK) 115,3 de la ligne Jōban. Elle marque le début des lignes Suigun et Ōarai Kashima.

## Histoire
La gare a été inaugurée le 16 janvier 1889.

## Service des voyageurs

### Accueil
La gare dispose d'un bâtiment voyageurs, avec guichet, ouvert tous les jours.

### Desserte

#### JR East
- Ligne Suigun :
  - voies 1 et 2 : direction Kami-Sugaya, Hitachi-Ōta, Hitachi-Daigo et Kōriyama
- Ligne Jōban :
  - voies 3 et 4 : direction Hitachi et Iwaki
  - voies 5 à 7 : direction Tomobe (interconnexion avec la ligne Mito pour Oyama), Toride et Ueno (interconnexion avec la ligne Ueno-Tokyo pour Tokyo et Shinagawa)

#### KRT
- Ligne Ōarai Kashima : 
  - voie 8 : direction Ōarai, Shin-Hokota et Kashima-Jingu